# Угода про статус збройних сил
Угода про статус сил (англ. Status of forces agreement, SOFA, СОФА, іноді Угода про статус військ) - міжнародний договір, що визначає правове становище збройних сил однієї держави (або військового блоку) при знаходженні на території іншої держави. Подібні договори регулюють питання про права та привілеї іноземних військовослужбовців, юрисдикцію військовослужбовців та вантажів.
Договори СОФА власними силами є дозволом на появу екстериторіальних баз, питання присутності сил вирішуються після укладання додаткових міжнародних угод.
Угоди SOFA уточнюють правила, відповідно до яких військовослужбовці можуть діяти на території країни перебування. Зазвичай конкретні питання, такі як розташування баз, регулюються іншими договорами. SOFA регулює питання законності, наприклад, перетин кордонів, оподаткування, поштові послуги, питання найму допоміжного персоналу. Найбільш спірним питанням зазвичай є юрисдикція, яка застосовується до баз та їхнього персоналу. Уточнюється порядок розгляду цивільних та кримінальних питань, наприклад, багато SOFA США вимагають, щоб кримінальні справи, що виникли між військовослужбовцями, розслідувалися судом США.
Як правило, цей термін застосовується щодо угод, що укладаються США чи НАТО з країнами, на території яких розташовані їхні військові бази або через які можливий транзит військових вантажів.
Як правило, угоди встановлюють значні вилучення з юрисдикції держави, що приймає, у разі вчинення військовослужбовцями військової бази злочинів. Ця обставина є причиною серйозної критики таких угод.